# Maakalla
Maakalla är en ö i Finland. Den ligger i Bottenviken och i kommunen Kalajoki i den ekonomiska regionen Ylivieska ekonomiska region i landskapet Norra Österbotten, i den nordvästra delen av landet.
Ön ligger omkring 120 kilometer sydväst om Uleåborg och omkring 470 kilometer norr om Helsingfors, cirka 22 km ut i Bottenviken väster om Kalajoki. Öns area är 12,8 hektar och dess största längd är 0,7 kilometer i öst-västlig riktning.

## Historia
Maakalla tillhör Kalla-skären (bland annat tillsammans med närliggande Ulkokalla), även benämnda Kallankari-öarna. Ön fick under 1700-talet en ökande befolkning, främst på grund av det omfattande strömmingsfisket.
Under den svenska tiden fick den lilla ön Maakalla, som haft cirka 100 invånare, en egen lokal lagstiftning, stadfäst från Stockholm 1771 av Adolf Fredrik. Än i modern tid äger den årliga tankarstämman rum den 25 juli varje sommar, då örådet samlas vid öns domarring. Numera ägs ön av den finländska staten, men själva förvaltningen av ön har överlåtits åt fiskarna.
Maakalla har både sjömärke ("Mose kummel"), fyr och en liten, åttakantig träkyrka med en närliggande prästgård. Kyrkan restes år 1780 och har genom årens lopp både fungerat som sammanträdeslokal, tillfälligt förrådsrum och vigselkyrka. Nära kyrkan finns även ett mindre fiskemuseum.

## Galleri

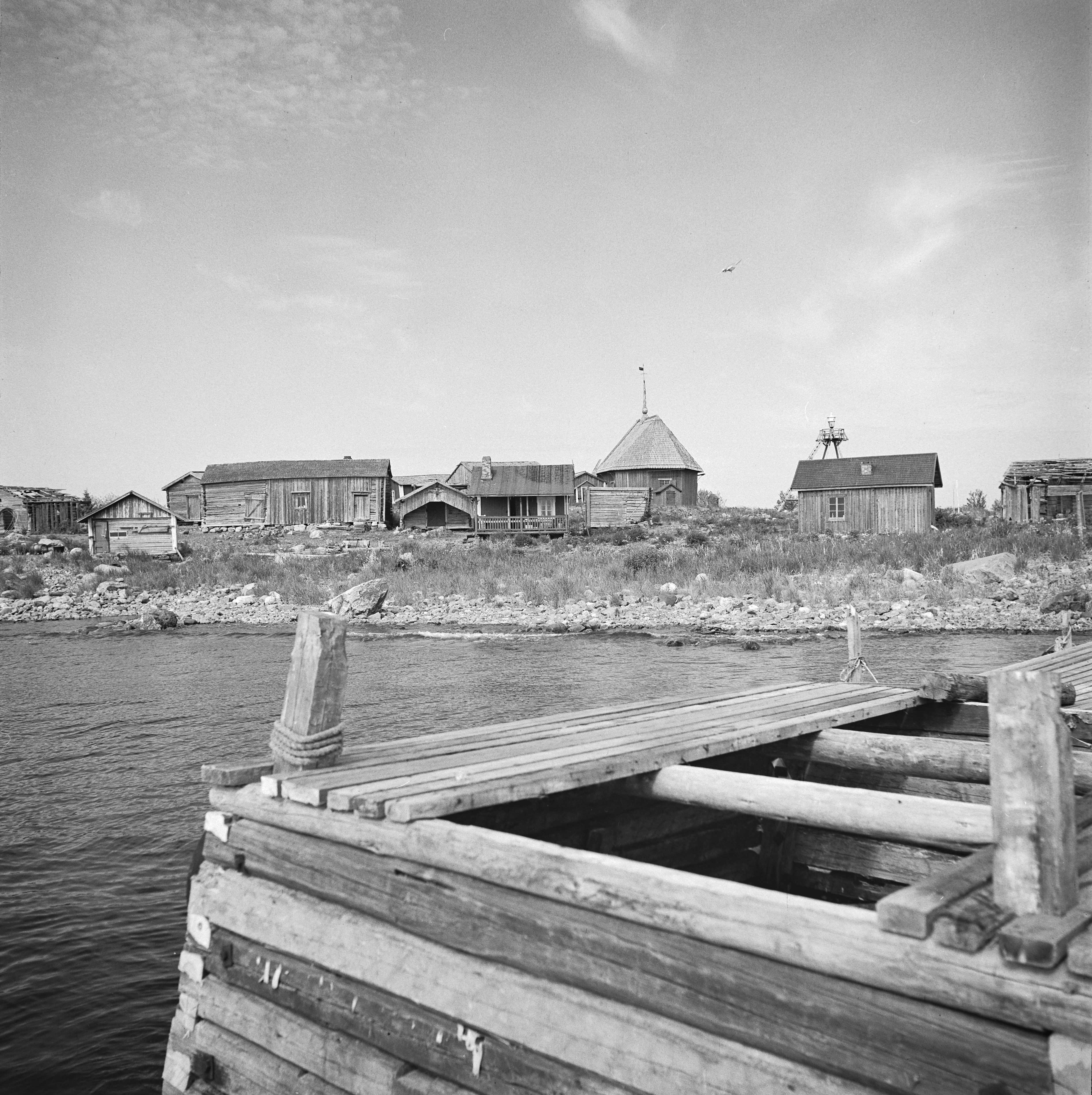
Vy in mot kyrkan i öns mitt. Foto från 1970.
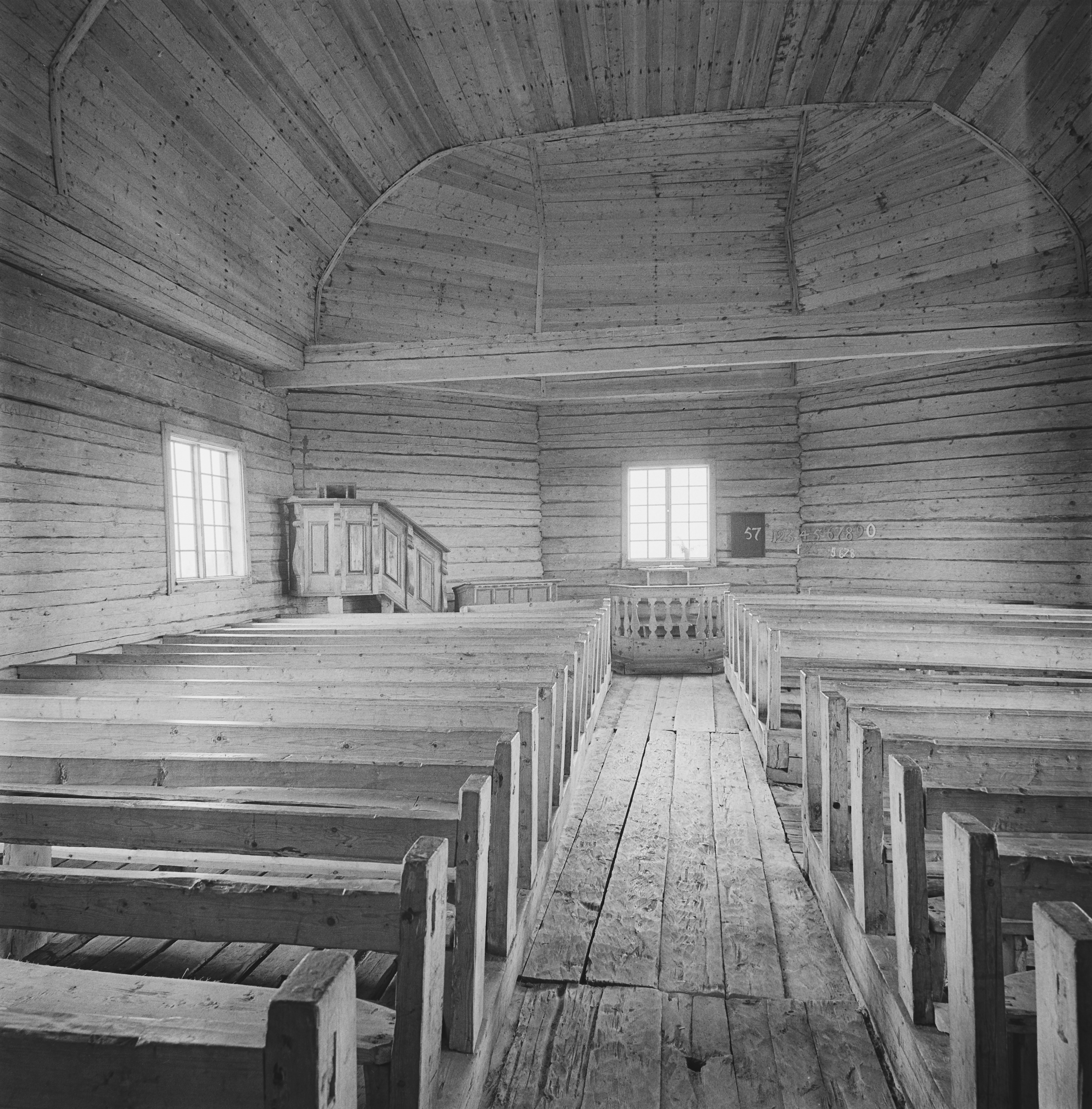
Kyrkans interiör. Foto från 1970.
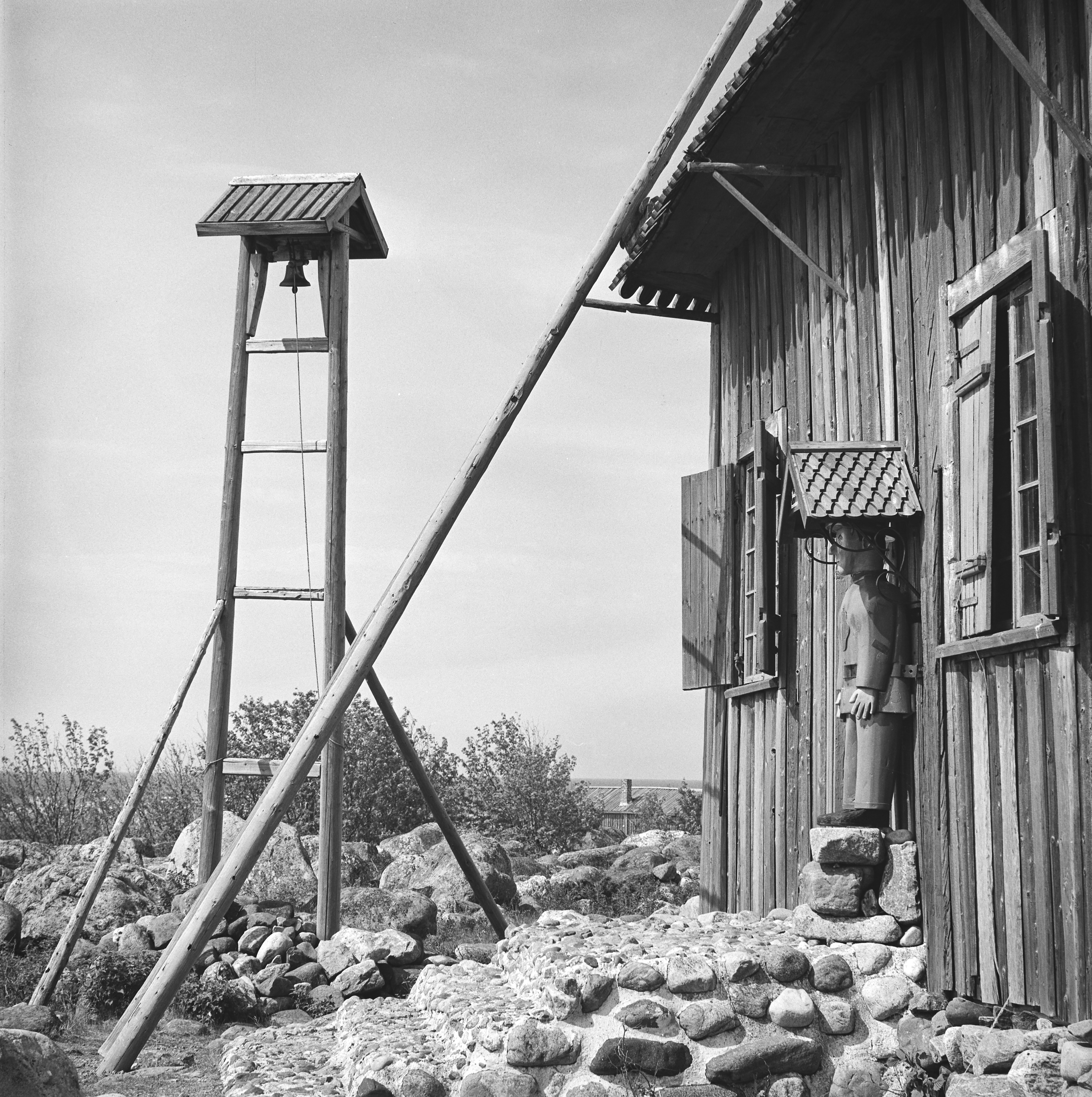
Kyrkan med klockstapel och träskulptur. Foto från 1970.
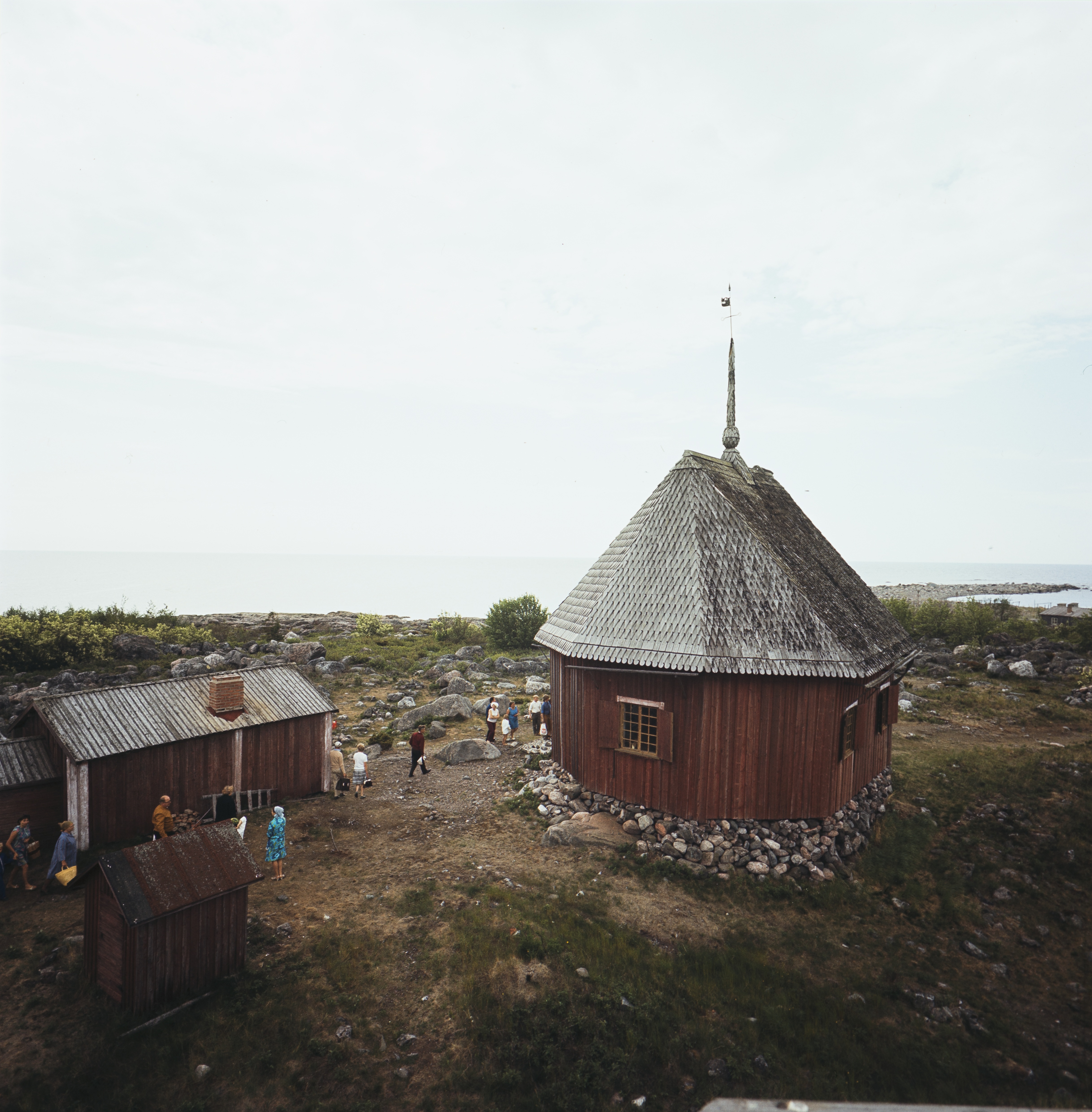
Öns kyrka och prästgård.
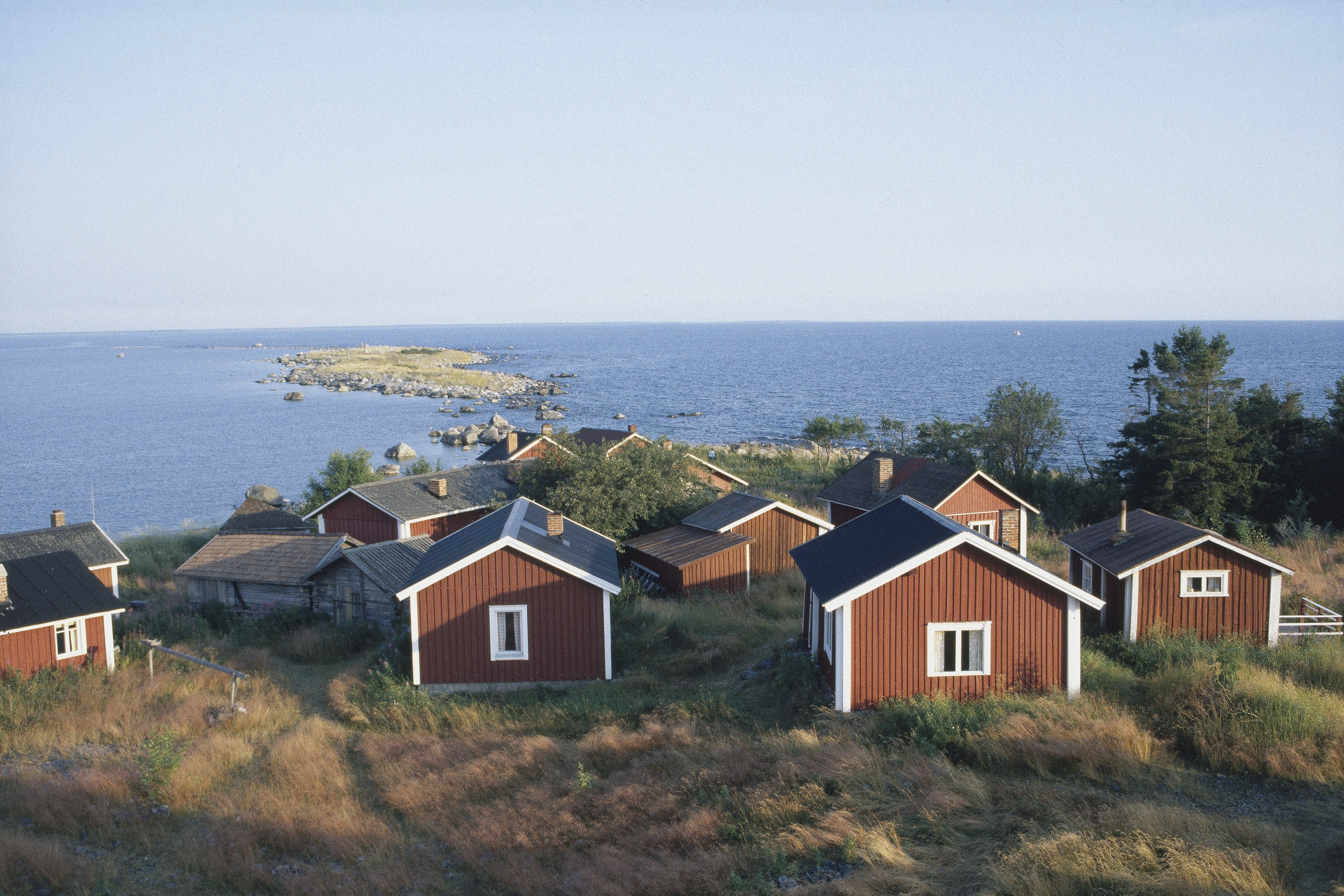
Vy söderut, mot den avlånga, obebodda Maasääri (Måskär).